# Othmân ibn Affân
Pour le fondateur de la dynastie ottomane, voir Osman Ier.
Othman ibn Affan (en arabe : عُثْمَان إِبْن عَفَّان, ʿUthmān ibn ʿAffān), également connu en français (par l'intermédiaire du turc et du persan) comme Osman , né en 574 et mort en 656, est le beau-fils et un éminent compagnon de Mahomet, prophète de l'islam, ainsi que le troisième calife bien guidé. Né dans un clan mecquois de premier plan, les Omeyyades de la tribu des Quraych, il joue un rôle majeur dans l’histoire de l'islam et est connu pour avoir commandé la compilation du Coran dans sa forme canonique. À la mort du calife Omar ibn al-Khattâb, âgé de 59 ou 60 ans, Othman, âgé de 69 ou 70 ans, lui succède, étant ainsi le deuxième plus âgé à gouverner comme calife.
Othman était marié à Ruqayyah. À la mort de cette dernière, il épousa Oumm Koulthoum. Ces deux épouses, filles de Mahomet et de Khadija (première femme du prophète), lui valurent le titre honorifique Dhū al-Nurayn (« l'homme aux deux lumières »). Par conséquent, il était également le beau-frère du quatrième calife bien-guidé Ali dont la femme Fatima était la plus jeune sœur de ses épouses.
Sous le califat d'Othman, l'empire islamique annexa l'Istakhr (déjà conquis une première fois en 642) en 645 et certaines zones du Khorassan en 651. La conquête de l'Arménie, entamée dans les années 640, fut quant à elle parachevée. Son règne a néanmoins été marqué par de nombreuses manifestations et troubles qui débouchèrent sur un siège de 49 jours (en) à l'issue duquel Othman fut assassiné, jetant ainsi les prémices de la première fitna.

## Historicité
L'histoire du « passé primordial arabo-musulman » pose des difficultés, tant méthodologiques qu'historiographiques, à la recherche puisqu'il « se donne en effet à lire comme un récit composé a posteriori et visant à légitimer un pouvoir musulman confronté à ses propres divisions et à la splendeur des empires passés »,,. C'est en particulier le cas de la période des califes rashidun. Tayeb el-Hibri voit dans le récit de cette période une construction fondamentalement littéraire, du genre de la parabole,. Ces récits, qui peuvent être étudiés de manière intertextuelle n'ont été perçus comme « rapport factuel », que de manière récente,. Humphreys proposait déjà une lecture de la période rashidun, sur un principe de pacte-trahison-rédemption. Othmân et les Ommeyades appartiendraient au second ensemble. Ainsi Tabari, auteur et non seulement compilateur, inscrit la mort d'Othmân dans une forme de théorie du complot rompant l'âge d'or prophétique et le mythe d'une Oumma unie.
Néanmoins, si le récit des quatre premiers califes « se présente, dans une large mesure, comme une reconstruction de l'âge abbasside » afin de construire un âge d'or, des éléments anciens attestent qu'il ne s'agit pas que d'un « construit narratif ». Ainsi, Othman est cité dans un graffiti unique qui évoque son assassinat. Celui-ci est probablement l’œuvre d'un « partisan de la famille omeyyade choqué par le meurtre de ʿUṯmān et qui réagit à chaud en maudissant les assassins ». Une étude a été menée sur une conquête de l'époque d'Othmân en comparant les récits musulmans avec les récits chrétiens de cet événement. Dans cette étude, le « noyau historique » supposé « tend à s'évanouir ».

## Famille
Othman ou Uthman est le fils d'Affan ibn Abi al-'As, des Omeyyades, et d'Urwa bint Kariz, des Abd Shams, deux clans riches de la tribu des Quraych de La Mecque. La mère d'Othman était une cousine germaine de Mahomet, lequel était donc un oncle ou cousin au 5e degré d'Othman. Othman avait une sœur, Amina.
Uthman est né à Taëf à une date inconnue (574, 576, 579 et 583 sont proposés). Il est dit être l'un des 22 mecquois sachant écrire « à l'aube de l'islam ».
Son père, Affan, est décédé très jeune alors qu'il voyageait à l'étranger, laissant à Othman un héritage conséquent. Il devint un marchand comme son père et ses affaires prospérèrent, faisant de lui l'un des plus riches Quraych.
Son petit-fils est Sidi Tlil, un saint soufi tunisien qui a fondé la tribu des Ouled Sidi Tlil.

## Compagnon de Mahomet

### Conversion à l'islam
De retour d'un voyage d'affaires en Syrie en 611, Othman fut mis au courant de la mission déclarée de Mahomet. Après une conversation avec Abou Bakr, Othman décida de se convertir à l'islam et Abou Bakr l'amena à Mahomet pour qu'il atteste sa foi[réf. nécessaire]. Othman devint ainsi le quatrième homme à se convertir à l'islam selon la tradition musulmane, après Abou Bakr, Ali et Zayd. Membre de l'aristocratie mecquoise, il est alors l'un des rares personnages de haut rang à se convertir à l'islam, ce qui ne va pas sans susciter la colère de son clan, les Bani Oumaya, qui voient d'un très mauvais œil la prophétie de Mahomet.

### Émigration en Abyssinie
Othman et son épouse, Ruqayyah, émigrèrent en Abyssinie (Éthiopie actuelle) en avril 615, avec treize autres musulmans (dix hommes et trois femmes). Des dizaines de musulmans les rejoignirent par la suite,. Othman, qui jouissait déjà de contacts commerciaux en Abyssinie, put continuer à y exercer sa profession et son entreprise prospéra.
En 619, une rumeur affirmant que les idolâtres de Quraych avaient embrassé l'islam se répandit chez les musulmans d'Abyssinie, cela persuada Othman, Ruqqayah et 39 autres compagnons de rentrer à La Mecque[réf. nécessaire]. Une fois arrivés à destination, ils découvrirent cependant qu'ils avaient été victimes d'une fausse nouvelle, les Quraychites n'ayant pas adopté l'islam. Malgré cela, Othman et Ruqqayah décidèrent de rester. Othman dut alors repartir de zéro, mais les contacts qu'il avait déjà établis en Abyssinie ont joué en sa faveur et son commerce fructifia à nouveau.

### Installation à Médine
En 622, Othman et son épouse, Ruqayyah, firent partie du troisième groupe de musulmans émigrant à Médine avec sa fortune considérable. La plupart des musulmans de Médine étaient des fermiers n'ayant que peu d’intérêt pour le commerce, c'étaient d'ailleurs les Juifs qui géraient la majorité des commerces de la ville. Othman réalisa alors l'incroyable occasion qu'il avait de promouvoir le commerce parmi les musulmans et il s’est rapidement établi lui-même comme commerçant à Médine. Grâce à son travail et à son honnêteté, son affaire fructifia et il devint l'un des hommes les plus riches de la ville.

### Vie à Médine
Lorsque Ali épousa Fatima, Othman acheta le bouclier d’Ali pour 500 dirhams[réf. nécessaire]. 400 furent mis de côté comme mahr (douaire) pour le mariage, ce qui en laissait une centaine pour toutes les autres dépenses. Plus tard, Othman redonna le bouclier à Ali en guise de cadeau de mariage,.

### Batailles
D'après R. V. C. Bodley, Othman n’était pas une figure remarquable du vivant de Mahomet. En effet, il n'avait été affecté à aucune autorité et n'avait pas non plus gagné en prestige lors des ghazwat. De plus, Othman présentait déjà des tendances népotistes, qui se sont notamment illustrées dans la question du partage des butins de guerre, où Othman privilégiait ses proches aux dépens des combattants. Lors de l'invasion d'Hamra al-Assad, le 24 mars 625 / 8 chawwal 3 AH, un espion mecquois, Muʿawiya ibn al-Moghira (en), cousin d’Othman ibn Affan, a été capturé. Selon l’érudit musulman Safiour Rahman Moubarakpuri (en), Othman lui accorda l'asile après avoir obtenu la permission de Mahomet qui lui laissa un délai de trois jours pour partir (le temps de prévoir un chameau et des provisions), sans quoi il serait exécuté[réf. nécessaire]. Othman partit avec Mahomet pour Hamra al-Asad (en) mais Muʿawiya outrepassa le délai. Bien qu’il ait réussi à fuir au moment où l’armée est revenue, Mahomet a ordonné qu'il soit poursuivi et tué. Ses ordres furent respectés et mis en œuvre.

### Les dernières années de Mahomet
En 632, l’année julienne où Mahomet est mort, Othman a participé au pèlerinage d'adieu. Il était également présent à l’événement de Ghadir Khumm, où, selon des sources chiites, il était parmi ceux qui ont juré allégeance à Ali,,,,.

## Mariage
Othmân ibn ‘Affan était surnommé « Dhu al-Nurayn », c’est-à-dire, l’homme au deux lumières car il avait épousé deux des filles de Mahomet Rukayya et Umm Kulthum. Rukayya était mariée à Otba Ibn Abi Lahab et Oum Koulthoum à son frère Oteiba Ibn Abi Lahab. Lorsque la sourate Al-Massad qui concerne le couple Abu Lahab fut revelée, elle a suscité la colère du couple qui a exigé que les deux fils répudient leurs épouses. Après être revenues chez elles, et après un certain temps Othmane s'est empressé de demander à Mahomet la main de sa fille Rukayya qu'il appréciait énormément avant même sa conversion à l'islam. Après la mort de Rukayya, Othmân était tellement chagriné d'avoir perdu son épouse et ses liens de parenté avec Mahomet que ce dernier lui a accordé l'autorisation d'épouser sa fille Oum Kulthum. Othmân est le seul homme à s'être marié avec deux filles du prophète.

## Sous le califat d'Abou Bakr (632—634)
Othman entretenait une relation très étroite avec Abou Bakr, car c’est par lui qu’il s’était converti à l’islam. Quand Abou Bakr devint calife, Othman fut la deuxième personne à lui prêter allégeance (Bay'a) après Omar. Pendant les guerres de Ridda, Othman resta à Médine, où il agissait comme conseiller d’Abou Bakr. Sur son lit de mort, c'est à Othman qu'Abou Bakr fit part de sa volonté qu'Omar lui succède.

## Élection d'Othman
Omar, sur son lit de mort, a formé un comité de six personnes pour désigner parmi eux le prochain calife. Ce comité était composé de :
- Ali
- Othman
- Abd ar-Rahmân ibn `Awf
- Sa`d ibn Abi Waqqas
- Zubayr
- Talha

Omar a demandé qu’après sa mort, le comité rende sa décision finale dans les 3 jours, et que le prochain calife prête serment le quatrième jour. Si Talha a rejoint le comité dans ce délai, il devait participer aux délibérations, mais s’il ne retournait pas à Medine dans ce délai, les 5 autres membres du comité pourraient procéder à la décision, seuls. Abd ar-Rahmân ibn `Awf a renoncé à ses prétentions sur le califat afin d’agir comme modérateur et a commencé cette tâche en s'entretenant séparément avec chaque membre du comité. Il leur a demandé pour qui ils voteraient. Quand on a posé la question à Ali, il s'est abstenu. Quand on a demandé à Othman, il a voté pour Ali, Zubayr vota pour Ali ou Othman et Sa`d seulement pour Othman.
Othman était un riche marchand qui se servait de sa fortune pour soutenir l’islam, mais il n’avait jamais fait preuve de leadership ou dirigé une armée avant son califat. Mais selon Wilferd Madelung (en), il a quand même été choisi par les électeurs en dépit de cela parce qu'il était le seul fort contre-candidat à Ali car lui seul pouvait dans une certaine mesure rivaliser avec Ali en termes de liens de parenté étroits avec le prophète Mahomet (Ali était le gendre et le cousin de Mahomet, tandis qu'Othman était le seul à avoir épousé deux de ses filles).
R. V. C. Bodley croyait qu’après l’assassinat d’Omar, Ali rejeta le califat parce qu’il n’était pas d’accord pour gouverner selon les règlements établis par Abou Bakr et Omar, tandis qu'Othman accepta ces termes qu'il échoua finalement à honorer.

## Califat (644-656)

### Recension officielle du Coran
Selon les traditions musulmanes, le squelette consonantique du Coran fut fixé sous Uthmān ibn ʿAffān. Une tradition "très connue" évoque l'existence de divergences dans la récitation du texte coranique. Pour Asma  Afsaruddi, des divergences apparaissent à propos du texte du Coran après la conversion à l'islam des personnes d'ethnie non arabe et après la mort de nombreux compagnons de Mahomet (Hafiz), des personnes qui connaissaient le Coran par cœur. Othmân décide alors d'officialiser le texte coranique et établit une classification unique des sourates. Les copies du Coran écrites de nos jours suivraient toujours, mot pour mot, cette compilation des copies d'Othmân, écriture nommée « ar-rasm al-othmanî »[source insuffisante]. Les sources classiques évoquent l'envoi de copies dans l'empire mais diffèrent quant à leur nombre. Des sources chiites accusèrent Othman d'avoir falsifié le Coran,.
Selon la tradition normative musulmane, Othman a promulgué “l'édition standard du Coran” qui serait relié à Mahomet par une tradition orale ininterrompue. Des rapports sur une production de copies sous Othman, circulent ainsi, « à l'extrême fin du VIIe siècle ou au début du VIIIe ». Pour Motzki, « les deux traditions qui racontent l'histoire du muṣḥaf (copie manuscrite du Coran) et qui sont largement adoptées dans l'érudition musulmane ont toutes deux été mises en circulation par Ibn Shihāb [al-Zuhrī] et peuvent être datées du premier quart du IIe siècle de l'Hégire. La date de la mort d’al-Zuhri [124/742] est le terminus post quem [« date à partir de laquelle », ou « date de départ historique  certaine »]. ».

Pour la recherche critique, la question est plus complexe puisque la date de finalisation du rasm consonantique n'est pas certaine. Ainsi, « nous ne savons pas si les premiers manuscrits existants du texte attribué à ʿUthmān, tels que le scriptio superior du palimpseste Ṣanʿāʾ, sont pré-omeyyades ou omeyyades ancien ». En tout état de cause, la tradition musulmane d'une sauvegarde uthmanienne du texte est anachronique car jusqu'à l'époque omeyyade, les manuscrits sont incapables de fixer un texte canonique. « La nature de l’intervention du calife ‘Uthmān serait donc différente de celle que la tradition lui attribue. » Si son implication dans la transmission du texte coranique ne semble pas remise en cause, son rôle semble davantage « dans la mise en place d’un modèle qui donne une identité visuelle », dans la formation et la sauvegarde d'une vulgate. Au milieu du VIIe siècle, plusieurs versions du Coran circulaient, ce qui est confirmé par le palimpseste de Sanaa, et « certaines se maintiendront au moins jusqu’au début du xe siècle, lorsque prendra place ce que l’on pourrait appeler “la seconde canonisation” du texte ‘uthmānien sous l’autorité d’Ibn Mujāhid et avec l’appui du califat abbasside ».

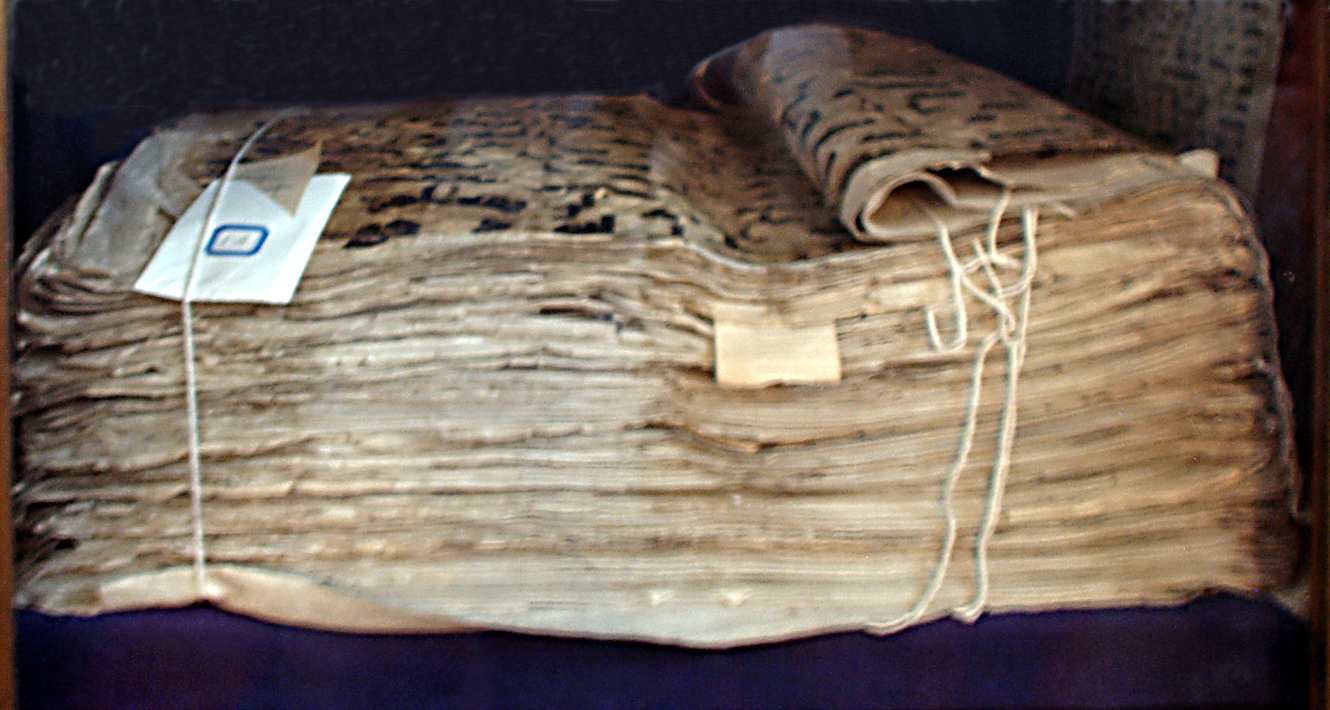
Le Coran de Tachkent

En l'état actuel de la recherche, « si l’existence de témoins manuscrits pré-marwanides [avant 684] ne peut être exclue […], elle n’est en tout cas […] absolument pas prouvée, contrairement à ce qui reste trop souvent affirmé »,. Selon la tradition, quelques-unes de ces copies anciennes existent encore aujourd’hui, telle le Coran d'Othman qui se trouve à Istanbul (Turquie), le manuscrit de Samarcande qui se trouve à Tachkent (Ouzbékistan) et une autre au British Museum de Londres. La critique historique a prouvé  que ces textes sont en réalité postérieurs de plus d'un siècle.

### Affaires économiques et sociales

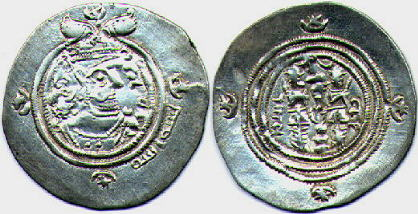
Les pièces sont d’origine persane (drachme sassanide) et à l'effigie de Khosro II. Les musulmans y ont ajouté la Basmala.

Othman était un homme d’affaires rusé et un commerçant accompli depuis sa jeunesse, qui a grandement contribué à l’empire des Rachidoune. Omar avait établi une allocation publique et, à son entrée en fonction, Othman l’a augmentée d’environ 25 %. Omar avait interdit la vente de terres et l’achat de terres agricoles dans les territoires conquis. Othman a supprimé ces restrictions qui empêchaient le commerce de prospérer. Othman permettait également aux gens de contracter des emprunts auprès du trésor public des musulmans. Sous le califat d'Omar, il fut établi comme politique que les terres des territoires nouvellement conquis ne devaient pas être redistribuées parmi les combattants musulmans, mais devaient rester la propriété des propriétaires précédents. L’armée se sentait lésée par une telle décision, mais Omar réprima l’opposition d’une main ferme. Othman suivit la politique élaborée par Omar et il y eut encore plus de conquêtes, augmentant ainsi considérablement les revenus fonciers.
Omar avait été extrêmement parcimonieux dans l'utilisation de l'argent du trésor public des musulmans - en effet, mis à part la maigre indemnité qui lui avait été accordée, Omar ne prenait pas d'argent du trésor. Il n'a pas reçu de "cadeaux" et interdisait formellement aux membres de sa famille d'en percevoir. Sous le califat d'Othman, ces restrictions furent assouplies. Bien qu’Othman ne recevait ni allocation personnelle du Trésor, ni salaire (étant donné qu'il était un homme riche avec des ressources suffisantes), il acceptait, contrairement à Omar, les cadeaux et permettait à certains membres de sa famille d'en faire de même. Othman affirma honnêtement qu’il avait le droit d’utiliser les fonds publics comme bon lui semble, et personne ne l’a critiqué pour cela[réf. souhaitée]. Les réformes économiques introduites par Othman ont eu des effets de grande portée ; les musulmans ainsi que les non-musulmans de l'empire rachidun ont bénéficié d’une vie économique prospère pendant son califat.

### Expansion militaire

#### Tentative romaine de reconquête de l’Égypte

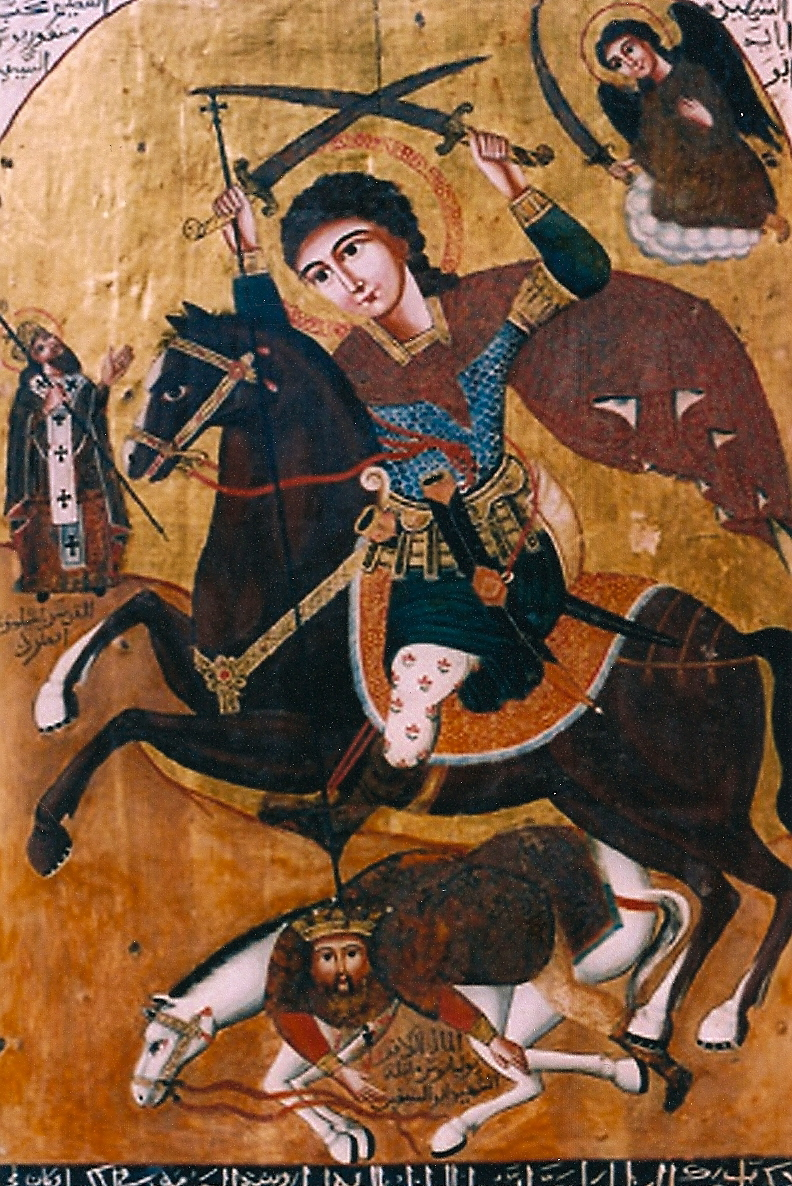
Saint Mercure aux deux épées, art copte.

Avec la mort d’Omar et la déposition du gouverneur (wali) d'Égypte Amr ibn al-As, les Byzantins, pensant que c’était le moment opportun pour agir s’emparèrent d’Alexandrie. Othman envoya de nouveau Amr ibn al-As pour défendre l’Egypte et le fit gouverneur et commandant en chef de cette province. Amr vainquit les forces romaines à la bataille de Nikiou en mai 646. Après la défaite de l’armée romaine à Nikiou (en), l’armée califale s'en alla assiéger Alexandrie, qui tomba quand un copte ouvrit les portes de la ville, de nuit, en échange d’une amnistie[réf. nécessaire].
Après avoir reconquis Alexandrie, Amr ibn al-As ordonna la démolition des murs de la ville pour empêcher toute invasion future par les forces romaines. Puis, Amr fut de nouveau été démis de ses fonctions en raison de sa mauvaise administration financière.

#### Conquête de l'Afrique du Nord
Pendant le siège d'Alexandrie, l'Empire romain d'Orient avait demandé une aide militaire à son exarchat de Carthage pour défendre la ville, mais au lieu de cela l'exarque de Carthage, Grégoire le Patrice pris son indépendance.
Les territoires sous son contrôle s'étendaient de la Tripolitaine à la Maurétanie tingitane. Abd Allâh ibn Saad ibn Sarh envoya des groupes razzier le Maghreb et à la suite de ces raids les musulmans ont obtenu un butin considérable. Le succès de ces raids a donné l'impression à Abd Allâh ibn Saad qu’une campagne régulière devrait être entreprise pour conquérir l’Afrique du Nord.

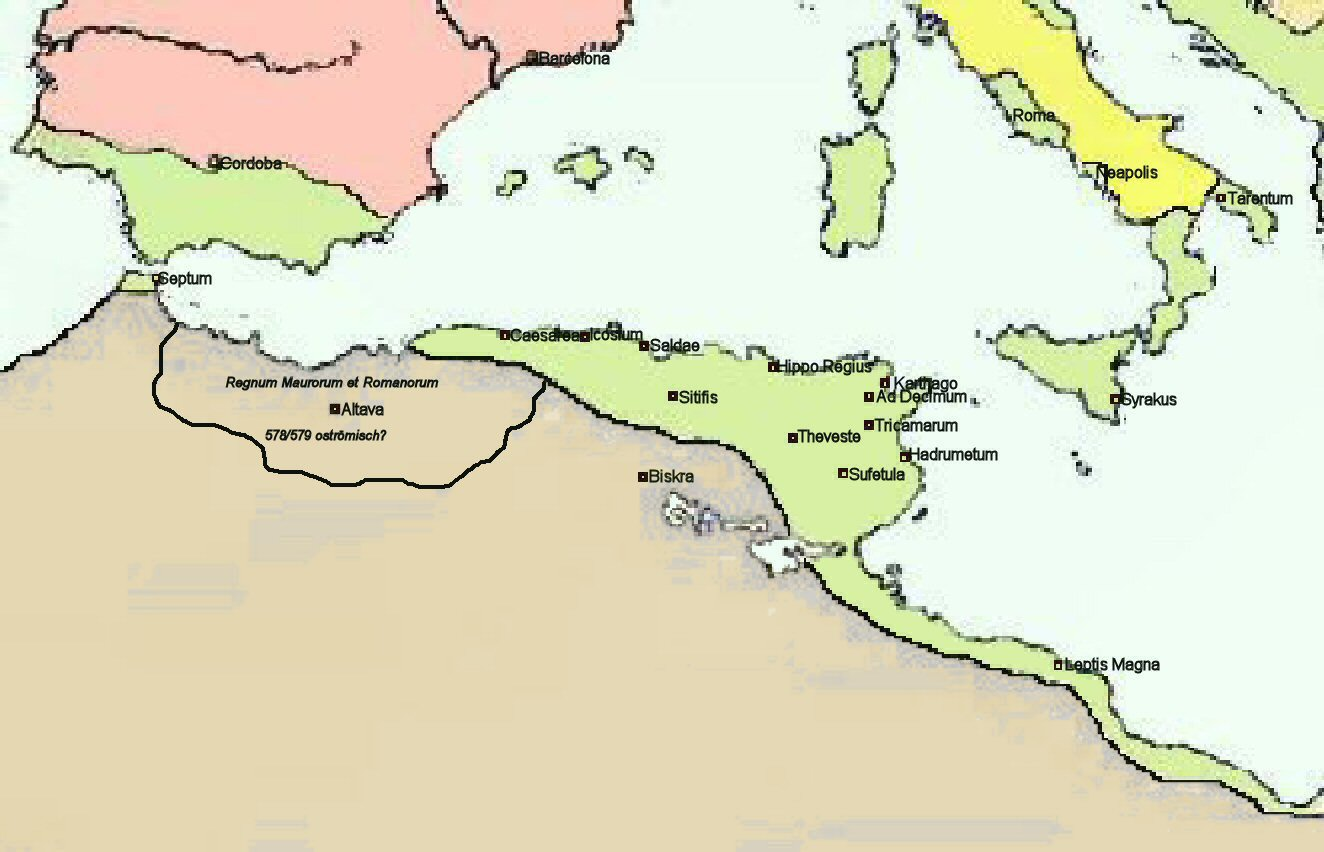
L'exarchat de Carthage avant la conquête musulmane.

Alors qu'Omar s'était toujours refusé à conquérir les territoires à l'ouest de la Cyrénaïque, Othman donna son accord à Abd Allâh ibn Saad, après consultation du Majlis al Choura, et lui envoya 10 000 soldats en renfort. L’armée se réunit à Barqa en Cyrénaïque, et en 647 elle marcha vers l’ouest pour prendre Tripoli, avant de se diriger vers Sufetula, la nouvelle capitale du patrice Grégoire. Grégoire fut battu et tué dans la bataille en raison de la tactique utilisée par Abd Allah ibn az-Zubayr : les archives d’Al-Bidâya wa An-Nihâya d'Ibn Kathir indiquèrent que les troupes d’Abd Allah étaient complètement encerclées par l’armée de Grégoire. Abd Allah ibn az-Zubayr aperçut Gregoire dans son char et envoya Abd Allâh ibn Saad à le tête d'un petit détachement pour l’intercepter. L’interception fut un succès, et Grégoire fut tué dans l’embuscade, minant le moral du reste de son armée[réf. nécessaire]. Après la bataille de Sufétula, l'exarchat de Carthage demanda la paix et accepta de payer un tribut annuel aux arabes. Au lieu d’annexer le Maghreb, les musulmans préférèrent en faire un État vassal et lorsque le montant du tribut a été payé, ils retirèrent, avec leur armée, à Barqa.

#### Première invasion musulmane de la péninsule ibérique

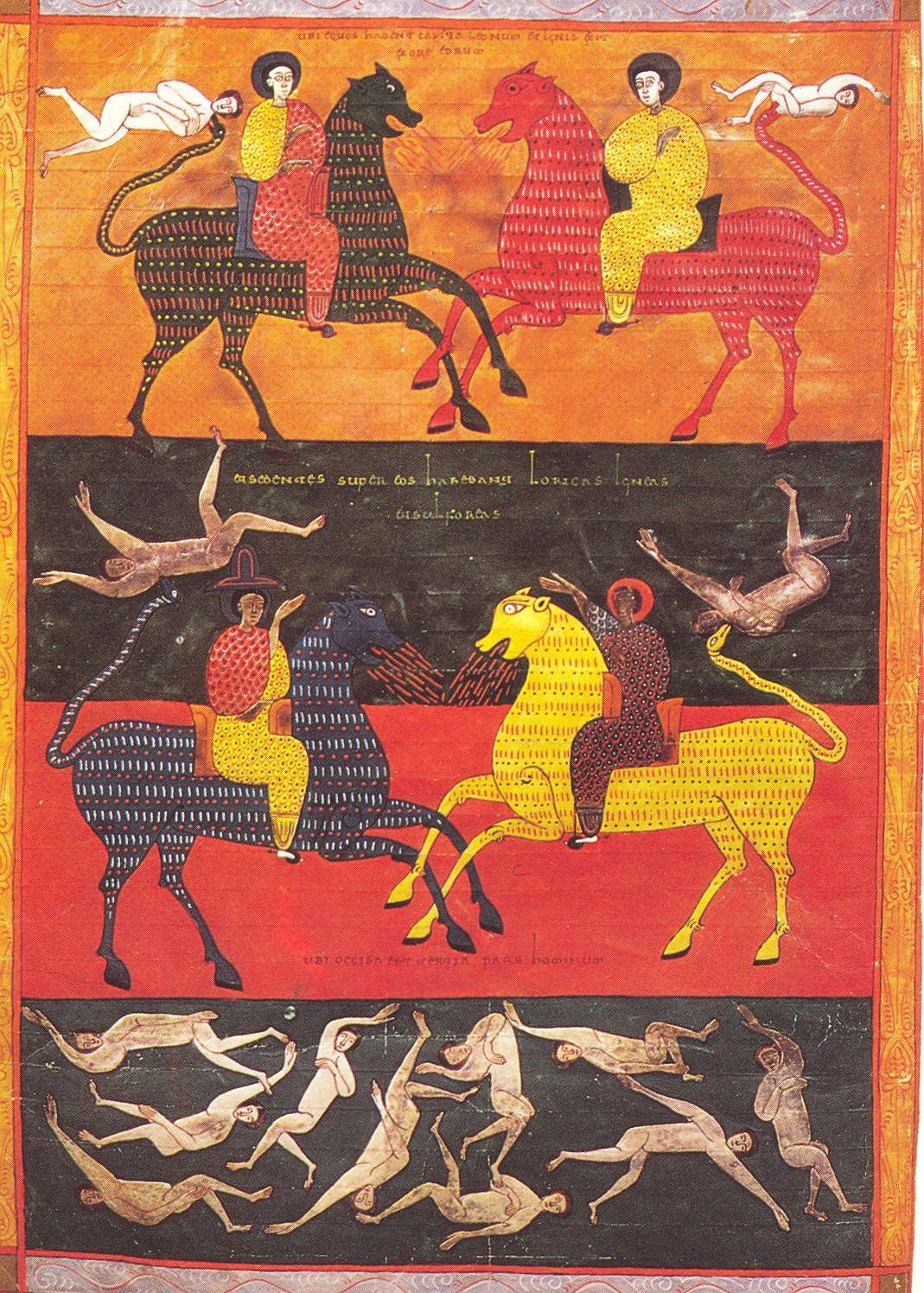
"La sixième trompette. Les myriades de cavaliers tuant les hommes. Apoc. IX", art mozarabe.

Selon les livres généraux de l’histoire islamique, la conquête de la partie espagnole de la péninsule Ibérique commença avec Tariq ibn Ziyad et Moussa Ibn Noçaïr en 711 / 92 AH, à l’époque du calife omeyyade Al-Walīd Ier (le fils d'Abd al-Malik). Cependant d'après l’historien musulman du Xe siècle Tabari[source insuffisante], l’Espagne a été envahie pour la première fois une soixantaine d’années plus tôt sous le califat d’Othman. D’autres historiens musulmans, comme Ibn Kathir(XIVe siècle)[réf. nécessaire], corroborent cela .
Tabari nous informe dans son récit que lorsque l’Afrique du Nord eut été dûment conquise par Abd Allâh ibn Saad, deux de ses généraux, Abdullah ibn Nafiah ibn Hussein, et Abdullah ibn Nafi ibn Abdoul Qais, ont été mandatés pour envahir les zones côtières de l’Espagne par la mer[réf. nécessaire]. À cette occasion, Othman aurait adressé une lettre à la force envahissante, dans laquelle on pouvait lire :

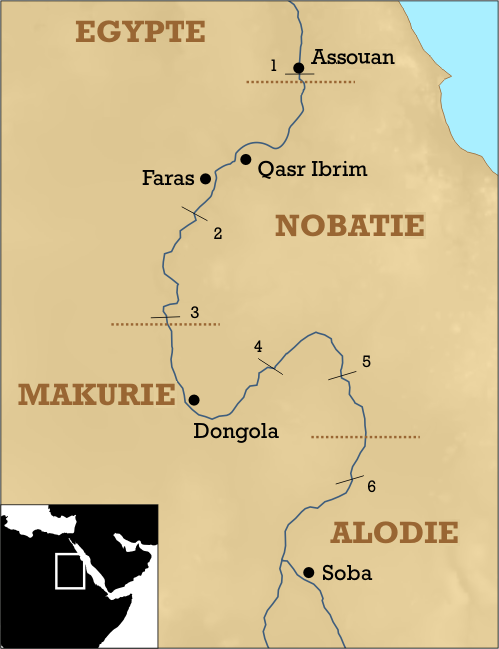
La Nubie avec Dongola et les cataractes du Nil à l'époque de la conquête musulmane.

« Constantinople sera conquise du côté d’Al-Andalus. Ainsi, si vous la conquérez, vous aurez l’honneur de faire le premier pas vers la conquête de Constantinople. Vous serez récompensés pour cela, aussi bien dans ce monde que dans le prochain. »

#### Campagne contre la Nubie

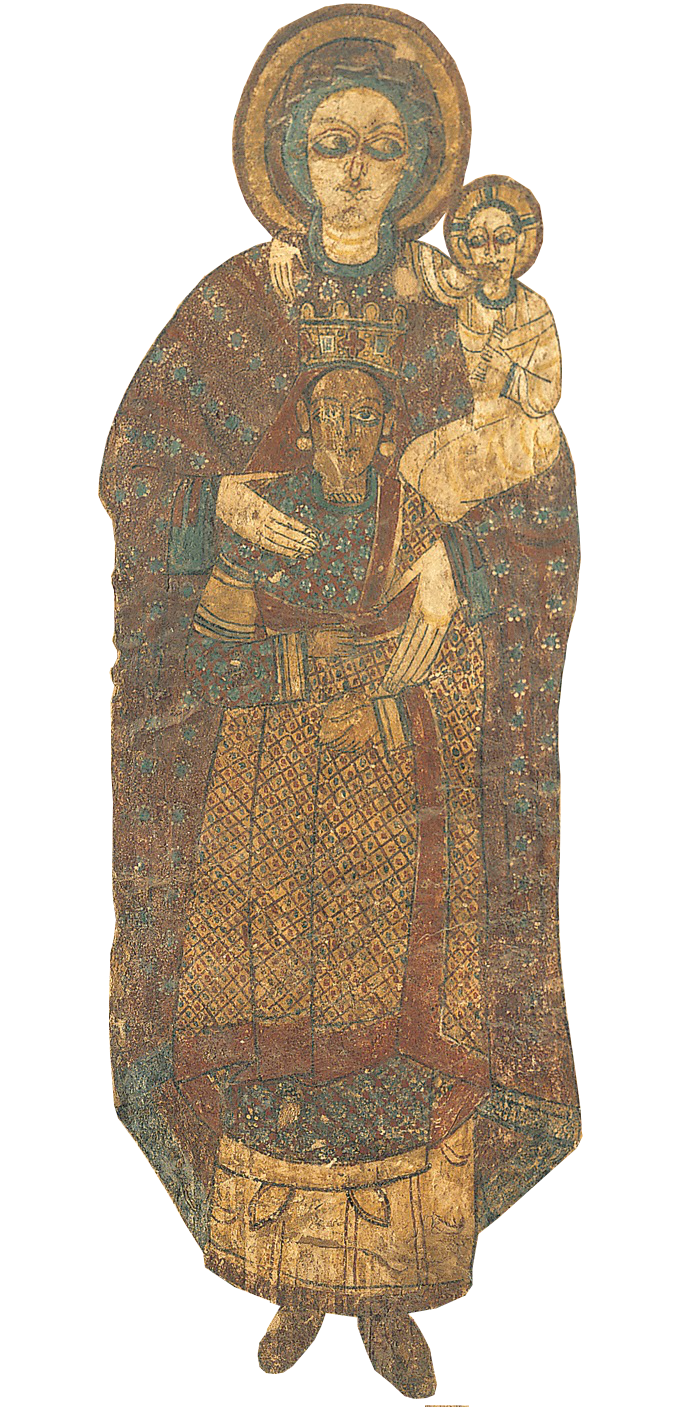
Une princesse makourienne protégée par la Vierge Marie et l'enfant Jésus. Art copte, XIIe siècle.

Une première campagne est menée contre la Nubie en 641, elle est conduite par Uqba ibn Nâfi mais est repoussée par les archers nubiens en 641.
Une décennie plus tard, en 652 / 31 AH, le gouverneur égyptien d’Othman, Abd Allâh ibn Saad, envoya une nouvelle armée en Nubie. Cette armée pénétra plus profondément dans la Nubie et assiégea la capitale makourienne de Dongola. La bataille ne fut cependant pas concluante, en raison des archers makouriens qui lâchèrent une pluie de flèches sur les yeux des moudjahidine [réf. nécessaire]. Comme les musulmans n’étaient pas en mesure de dominer les makouriens, ils acceptèrent l’offre de paix du roi makourien, Qalidurut. L'accord signé stipulait que :
- chaque partie ne prendrait pas de mesures belliqueuses contre l'autre ;
- les citoyens de chaque partie seraient autorisés à commercer librement et à voyager dans l'autre ;
- chaque partie interdirait l'émigration et l'établissement de colonies dans les terres de l'autre ;
- chaque partie extraderait les fugitifs et les esclaves évadés de l'autre ;
- les Makouriens devraient entretenir une mosquée pour les visiteurs et les résidents musulmans ;
- les Égyptiens n’auraient aucune obligation de protéger les Makouriens de l'attaque d'un tiers ;
- la Makourie fournirait  chaque année à la province musulmane d'Égypte 360 esclaves de la meilleure qualité (i.e. pas des vieillards et des enfants), hommes et femmes[52] en échange de denrées alimentaires[51].

#### Conquête des îles de la Méditerranée
Pendant le califat d’Omar, le gouverneur de Syrie, Muʿawiya, fit une requête au calife pour la construction d'une force navale visant à envahir les îles de la Méditerranée mais Omar rejeta cette proposition en raison du risque élevé de voir les soldats mourir en mer[réf. souhaitée]. Au cours de son califat, Othman a donné à Muʿawiya la permission de construire une marine après avoir examiné la question de près. La flotte musulmane débarqua à Chypre en 649 / 28 AH. L'île était seulement défendue par une petite garnison romaine, qui a été dominée sans aucune difficulté. Les chypriotes se soumirent aux musulmans et consentirent à leur payer un tribut annuel de 7000 dinars. La conquête de Chypre fut la première conquête navale entreprise par des musulmans[réf. souhaitée]. Après Chypre, la flotte navale musulmane s’est dirigée vers l’île de Crète puis celle de Rhodes et les a conquis sans rencontrer une grande résistance. En 652-654 / 31-33 AH, les musulmans ont lancé une campagne navale contre la Sicile et ont réussi à conquérir une grande partie de l’île. Peu après l’assassinat d’Othman, aucune nouvelle expansion ne fut entreprise, et les musulmans se retirèrent de la Sicile. En 655 / 35 AH, l’empereur romain Constant II pris, en personne, le commandement d'une flotte pour attaquer les musulmans à Phœnix (au large de la Lycie), mais il fut lourdement défait : 500 navires romains furent détruits dans la bataille, et l’empereur lui-même échappa de peu à la mort[réf. souhaitée].

#### Tentative romaine de reconquête de la Syrie
Après la mort d’Omar, l’empereur romain, Constantin III, décida de reconquérir le Levant, perdu aux mains des musulmans durant le califat d’Omar. Une invasion à grande échelle était prévue et une force de 80 000 soldats[réf. nécessaire] fut envoyée pour reconquérir la Syrie. Muʿawiya, le gouverneur de Syrie, a demandé des renforts et Othman ordonna au gouverneur de Koufa d’envoyer un contingent qui, avec les Syriens, a vaincu l’armée romaine.

#### Occupation de l'Anatolie
Les forts romains de la région de Tarse furent conquis sous le califat d'Omar, peu après la conquête d’Antioche (en), par Khalid ibn al-Walid et Abu Ubayda ibn al-Djarrah. Pendant le califat d’Othman, la région fut reprise par les forces romaines et une série de campagnes furent lancées pour reprendre le contrôle de la région. En 647 / 26 AH, Muʿawiya, le gouverneur de Syrie, conduisit une armée jusqu'en Anatolie : celle-ci entra en Cappadoce, où elle pilla Césarée Mazaca, avant de s'emparer de la ville d'Amorium. En 648, l’armée califale fit une descente en Phrygie. Une offensive majeure en Cilicie et en Isaurie, en 650-651 / 30 AH, força l’empereur romain Constant II à entamer des négociations avec Muʿawiya, le gouverneur syrien du calife Othman. La trêve qui s'ensuivit permit un bref répit, et permit à Constant II de s’accrocher aux parties occidentales de l’Arménie. En 654-655 / 34 AH, sur ordres d'Othman, une expédition se préparait à attaquer la capitale romaine Constantinople, mais le plan ne fut pas exécuté en raison de la guerre civile qui éclata dans le califat en 656 / 35 AH. Les monts Taurus (dans l'actuelle Turquie) ont constitué les frontières les plus occidentales du califat des Rachidoune en Anatolie à l'époque d'Othman.

#### Reconquête de l'Istakhr
La province de Fars en Perse a été conquise par les musulmans pendant le califat d’Omar. Sous le califat d’Othman, comme d’autres provinces de Perse, Fars se révolta aussi. Othman ordonna alors à Abdallah ibn Amir, le gouverneur de Bassorah, d'engager des mesures immédiates pour reprendre le contrôle de la situation. En conséquence, il marcha avec une grande armée sur Persépolis ; la ville se rendit et accepta de payer un tribut. De là, l’armée marcha jusqu’à Al j bard, où, après avoir observé une brève résistance, les musulmans s’emparèrent de la ville dont les citoyens consentirent également à verser un tribut. Par la suite, la force musulmane se déplaça vers Jor. Les Persans livrèrent bataille, mais ils furent vaincus et la ville fut prise par les musulmans. La paix fut conclue avec les conditions coraniques habituelles, c'est-à-dire le paiement de la djizîa par les vaincus. Alors que l’armée se trouvait encore à Jor, Persépolis se rebella à nouveau; Abdallah ibn Amir emmena les forces qui lui restaient jusqu'à Persepolis et assiégea la ville. Après une violente bataille, les musulmans ont pu reprendre le contrôle de la ville. Tous les chefs de la révolte furent pourchassés ou exécutés. Avec la chute de Persépolis, d’autres villes du Fars se sont également soumis inconditionnellement. Ainsi, les musulmans sont redevenus les maîtres du Fars. Après avoir analysé la situation, le gouverneur du Fars, nommé par Othman, envoya des missionnaires dans diverses villes de la région pour prêcher pacifiquement l'islam [réf. nécessaire] aux autochtones afin d’éviter que ceux-ci ne se révoltent à nouveau. Cette technique s'avéra rudement efficace [réf. nécessaire] et un grand nombre de personnes adopta l’islam[réf. nécessaire].

#### Reconquête du Sistan

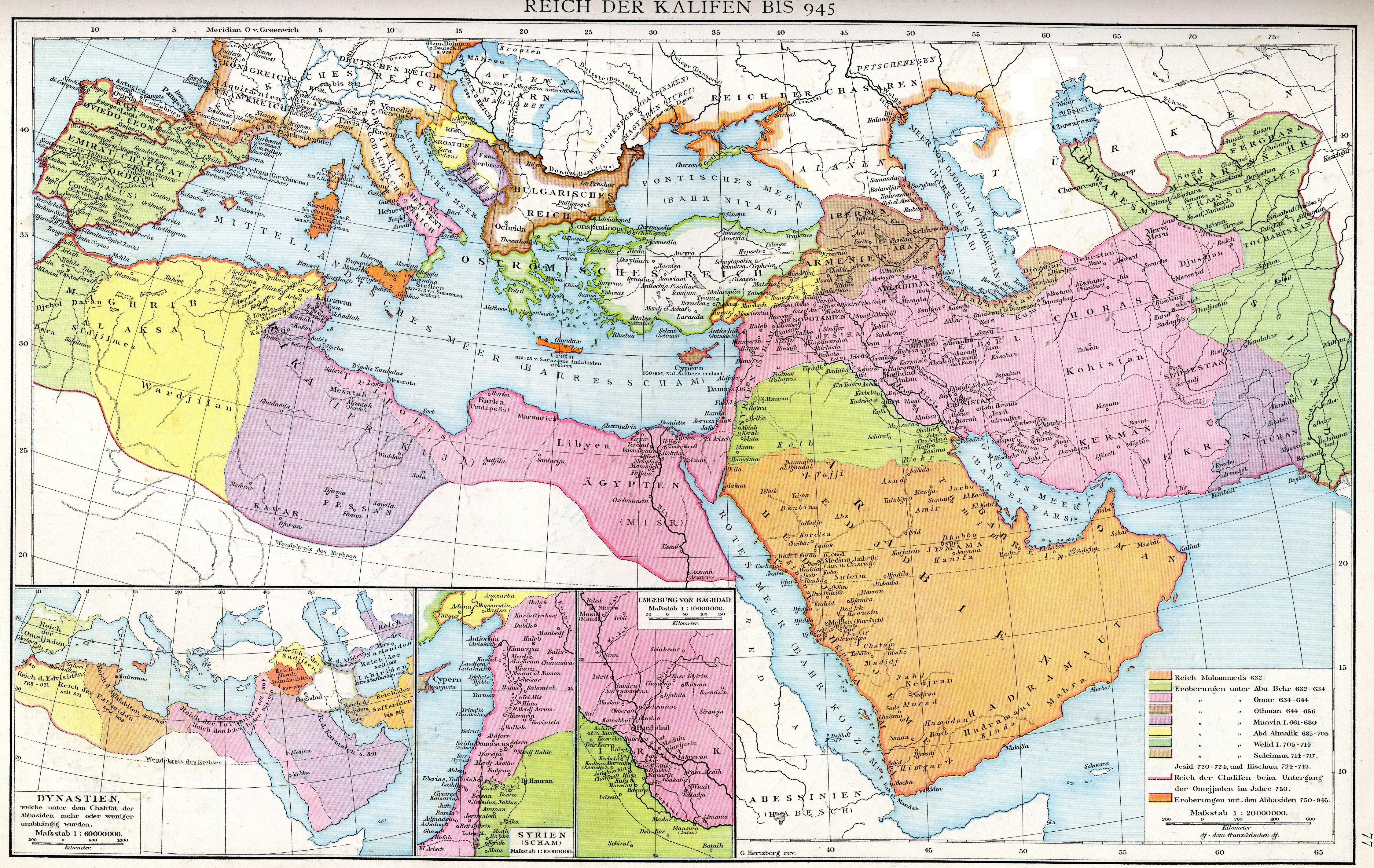
Conquêtes musulmanes sous Mahomet (orange), Abou Bakr (vert pâle), Omar (rose) et Othmân (marron).

Au VIIe siècle du calendrier julien, la province du Sistan de l’Empire sassanide allait de l'actuelle province iranienne du Sistan-et-Baloutchistan à celle pakistanaise du Balouchistan en passant jusqu'au centre de l'Afghanistan.
Le Sistan a été conquis pendant le califat d’Omar, et comme d’autres anciennes provinces de l’Empire sassanide, elle est entrée en rébellion contre le califat d'Othman en 649. Othman ordonna au gouverneur de Bassorah, Abdallah ibn Amir, de reconquérir la province perse du Sistan. Une colonne fut envoyée au Sistan sous le commandement de Rabi ibn Ziyad (en). La première confrontation entre l'armée califale et les insurgés eut lieu à Zaliq, une ville frontalière, pendant un festival persan. Les musulmans furent victorieux et les locaux demandèrent la paix, qui fut obtenue après que le dehkan du village ait reconnu l'autorité d'Othman. On dit alors que le commandant musulman, Rabi ibn Ziyad, a planté un poteau dans le sol et demanda aux Perses d’empiler de l’or et l’argent jusqu’à son sommet. Une fois cela fait, les musulmans abandonnèrent le village[réf. nécessaire] et laissèrent ses habitants en paix[réf. nécessaire].
Qarquqya, à huit kilomètres de Zaliq, fut reconquise sans résistance. Après cela, l’armée califale se dirigea vers Zarandj, dans le Sud-Ouest de l’Afghanistan. Après un long siège, Zarandj se rendit finalement aux conditions coraniques de la djizîa[réf. nécessaire].

### Assassinat et succession
Selon la tradition musulmane, Othmân aurait été assassiné à Médine le 17 juin 656 dans sa maison, après avoir été assiégé durant 40 jours par un groupe d'insurgés venus de Bassora, de Koufa et d'Égypte, et ceci pendant le mois du pèlerinage à La Mecque. Il reçut neuf coups de poignard d'un certain ʿAmr ibn al-Hamiq, et sa femme Nayla a eu les doigts tranchés en voulant s'interposer. Othmân, aurait dit avant son assassinat : « Hier, j'ai vu Mahomet en rêve ainsi qu'Abou Bakr et Omar qui m'ont dit : Patiente, car tu déjeuneras auprès de nous la nuit prochaine. ».
La population médinoise resta perplexe, car elle ne s'imaginait pas que l'incident irait si loin. La période qui suivit ces événements est appelée al-fitna al-kubrâ (le grand désordre).
Lors d'une campagne épigraphique à Tayma en Arabie Saoudite, fut découvert en 2013 un graffito daté probablement de l'an 36 de l'hégire (656) qui confirme l'existence et la mort violente de Othmân ibn Affan : « je suis Qays, le scribe, Abū Kuṯayir. Que Dieu maudisse celui qui a assassiné Othmân b. ʿAffān et [ceux qui] ont incité à ce meurtre sans pitié ! ». Bien que le lapicide soit un « partisan de la famille omeyyade choqué par le meurtre de ʿUthmān », il n'utilise ni le titre de « Commandeur des croyants », ni formule d'eulogie.
Ali ibn Abi Talib, qui n'était plus à Médine, se retira dans sa maison, horrifié par cet événement. Les mêmes sahaba (compagnons de Mahomet) qui ont élu Othmân vinrent le voir afin de lui demander d'être leur chef. Il refusa au début, mais acceptera quelques jours plus tard, à la demande générale, à la mosquée de Médine devant une foule assemblée.

## Personnalité
Othman était un père de famille qui menait une vie simple, même après être devenu le calife et malgré le fait qu'il était riche en raison de son entreprise familiale florissante. Les califes, comme tout fonctionnaires, étaient payés pour leurs services par le Bayt al-mal (en), le trésor public des musulmans, mais Othman ne prenait jamais de salaire pour ses services en tant que calife, car il était déjà riche. Othman était aussi un philanthrope : il avait pour coutume d'affranchir des esclaves tous les vendredis, de défendre la veuve et l’orphelin et d'offrir une charité illimitée à ses sujets. Sa patience et son endurance faisaient partie des caractéristiques qui ont fait de lui un dirigeant efficace. Afin de prendre soin des veuves du prophète, il doubla leurs indemnités. Cependant Othman n'était pas un homme aussi ordinaire que l'on pourrait le croire : il s'est en effet fait construire un palais à Médine (la première capitale du califat), connu sous le nom d'Al-Zawar, dont l'une des caractéristiques notables était ses portes faites de bois précieux. Et bien qu'Othman ait fait construire ce palais sur ses propres deniers, les musulmans chiites y ont vu là un premier pas dans le fait de régner comme un roi.
Tout comme Abou Bakr,, Othman ne buvait pas de vin du temps de l'Arabie préislamique. Un jour, il lui fut demandé pourquoi il s'était abstenu, alors qu'à l'époque il n'y avait aucune objection à cette pratique (l'interdiction est venue progressivement avec la révélation). Il répondit : « J'ai vu que l'alcool faisait fuir l'intellect dans son intégralité, et je n'ai jamais connu quoi que ce soit capable de faire cela et de le faire revenir ensuite dans son intégralité. »
Le trait de caractère le plus distinctif d'Othman était sans doute son extrême pudicité. Dans un hadîth authentique, recueilli par l'imam Muslim dans son Sahih, Aïcha raconte : Le Prophète (que la prière d'Allah et Son salut soient sur lui) était allongé dans ma maison avec la cuisse découverte lorsque Abou Bakr (qu'Allah l'agrée) demanda la permission d'entrer.
Il lui donna la permission d'entrer alors qu'il était dans cette position et parla (*).
Puis 'Omar (qu'Allah l'agrée) demanda la permission d'entrer.
Il lui donna la permission d'entrer alors qu'il était dans cette position et parla (*).
Puis 'Othman (qu'Allah l'agrée) demanda la permission d'entrer alors le Prophète (que la prière d'Allah et Son salut soient sur lui) s'est assis a remis son habit en place et alors 'Othman (qu'Allah l'agrée) est entré et le Prophète (que la prière d'Allah et Son salut soient sur lui) lui parla.
Lorsqu'il est sorti, j'ai dit : Abou Bakr (qu'Allah l'agrée) est entré et alors tu n'as rien fait de particulier pour l'accueillir et tu n'as pas fait particulièrement attention à lui.
Puis 'Omar (qu'Allah l'agrée) est entré et tu n'as rien fait de particulier pour l'accueillir et tu n'as pas fait particulièrement attention à lui.
Puis lorsque 'Othman est entré tu t'es assis et tu as remis ton habit en place !
Le Prophète (que la prière d'Allah et Son salut soient sur lui) a dit : « Ne dois-je pas faire preuve de pudeur avec un homme vis-à-vis duquel les anges font preuve de pudeur ! ».

## Postérité
L’opinion générale de la communauté musulmane sunnite et des historiens sunnites concernant le régime d’Othman, est globalement positive concernant sa clémence et son népotisme, dans la mesure où - à court terme tout du moins - les proches qu'il avait nommés à des postes de pouvoirs tels que Muʿawiya et Abdallah ibn Amir s’avérèrent être compétents et efficaces tant sur le plan militaire que sur le plan politique.
La décision la plus importante d'Othman fut peut-être de permettre à Muʿawiya et à Abd Allâh ibn Saad, tous deux respectivement gouverneur de la Syrie et de l’Afrique du Nord, de constituer la première marine intégrée musulmane de la mer Méditerranée, permettant ainsi au califat de rivaliser avec la domination maritime de l'Empire romain d'Orient. Les exploits d'Abd Allâh ibn Saad dans la conquête de la côte sud-est de l'Espagne, sa superbe victoire à la bataille des mâts à Phoenix en Lycie et l'extension des conquêtes aux côtes de la mer Méditerranée sont autant d'éléments trop souvent négligés dans l'historiographie. Ces réalisations ont donné naissance à la toute première marine permanente musulmane, contribuant ainsi à la première expansion coloniale maritime des musulmans vers Chypre, (conquise en 649 / 28 AH) et Rhodes (conquise en 654 / 33 AH), où les restes du colosse - l'une des sept merveilles du monde antique - furent par ailleurs détruits pour être vendus à un marchand juif d'Émèse. Cela a ensuite ouvert la voie à l’établissement de nombreux États musulmans en mer Méditerranée lors des siècles suivants tels que les émirats de Sicile, de Bari et de Crète ainsi que la dynastie des Aghlabides. L’importance du développement naval entrepris par Othman et son héritage politique a pu être plébiscité et mis en valeur récemment,.
D'un point de vue expansionniste, Othman est considéré comme un expert en gestion de conflit comme en témoigne la façon dont il a traité la situation explosive dans les premières colonies musulmanes de Koufa et de Bassorah, en envoyant les colons fauteurs de troubles dans de nouvelles campagnes militaires. Cela a non seulement permis de pacifier provisoirement ces régions, mais aussi d’élargir le territoire des califes biens-guidés qui s'étendait désormais de l'Ibérie méridionale en Occident jusqu'au Sind en Orient.